# Мы не останемся друзьями (пісня)
Мы не останемся друзьями — пісня Тіни Кароль, випущена 2 жовтня 2014 року. Входить до альбому «Всі Хіти».

## Опис
Пісня «Мы не останемся друзьями» відрізняється глибокими почуттями, непідробними емоціями і красивою мелодійністю. Обкладинку нового синглу Кароль прикрашає зображення зірки, розділене на три частини.
За тиждень до довгожданої прем'єри, співачка влаштувала справжній интерактив зі своїми прихильниками: Кароль уперше зареєструвалася в Instagram, назвавши свою сторінку «Інтимний щоденник». Тіна опублікувала у фотоблозі тільки одно зображення — зім'ятий лист в клітину з написом того, що інтригує хэштега «#МНОД».Фанати зірки розгадували абревіатуру, написавши за 2 дні 536 варіантів розшифровки, але правильна відповідь так і не була знайдена. Кілька днів тому Тіна сама розкрила таємницю секретного хэштега: «#МНОД» виявився назвою нової пісні співачки, в якому ховалася назва нового хіта співачки «Мы не останемся друзьями».

## Відеокліп
Режисером відеороботи став естонський режисер Хіндрек Маасік:
«Для нового кліпу, ми з Тіною вирішили використати техніку театру тіней, в дусі „усе краще — просто“ Ми навмисно не хотіли використати якийсь сюжет або історію, щоб кожна людина змогла сама її додумати або продовжити. Для мене цей кліп — як книга-розфарбовування для дітей, де контури ти сам замальовуєш, як хочеш — будь-якими фарбами усіх своїх емоцій!»

## Список композицій
| Цифрове завантаження, стримінг | Цифрове завантаження, стримінг | Цифрове завантаження, стримінг | Цифрове завантаження, стримінг | Цифрове завантаження, стримінг |
| #                              | Назва                          | Автор слів                     | Автор музики                   | Тривалість                     |
| ------------------------------ | ------------------------------ | ------------------------------ | ------------------------------ | ------------------------------ |
| 1.                             | «Мы не останемся друзьями»     | Сергій Позняков                | Сергій Позняков                | 3:05                           |

## Live виконання
1 січня 2015 року Тіна виконала пісню на новорічному шоу «Чекай мене в Новий Рік»